# Mühlgasse 5 (Frickenhausen am Main)

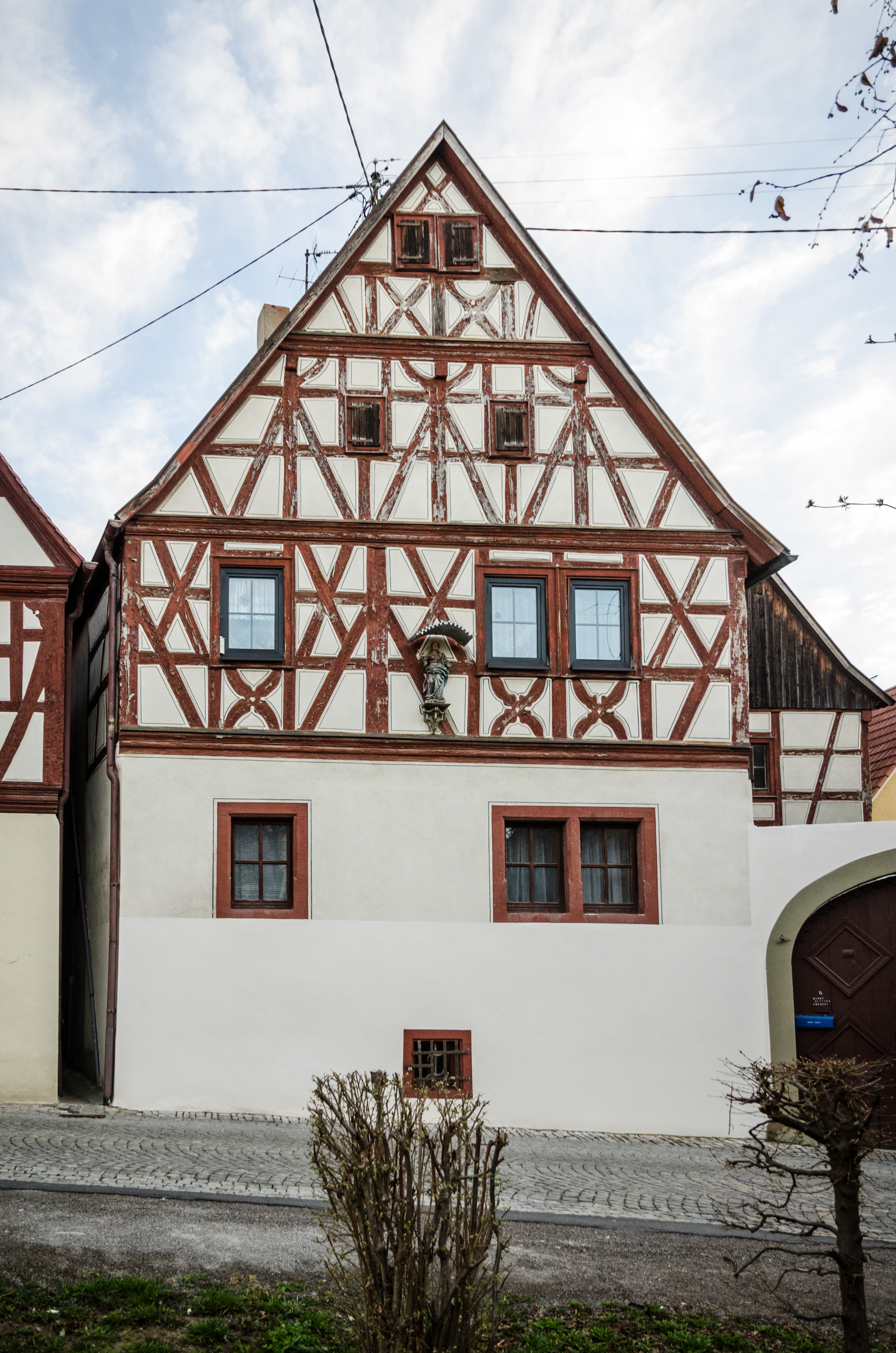
Gebäude Mühlgasse 5 in Frickenhausen am Main

Das Gebäude Mühlgasse 5 in Frickenhausen am Main, einer Marktgemeinde im unterfränkischen Landkreis Würzburg in Bayern, wurde im 17. Jahrhundert errichtet. Das Wohnhaus ist ein geschütztes Baudenkmal. 
Der zweigeschossige Satteldachbau über hohem Sockel hat ein Fachwerkobergeschoss, das mit Mannfiguren und Andreaskreuzen geschmückt ist. An der Fassade steht eine Heiligenfigur auf einer Konsole. Die Fenster des Erdgeschosses sind mit Buntsandsteinrahmungen versehen.
An der rechten Hausseite führt eine Rundbogeneinfahrt zum rückwärtigen Teil des Grundstücks. Die Agraffe des Sandsteinbogens ist mit der Jahreszahl 1812 bezeichnet. 